# 15D busz (Kecskemét)
A kecskeméti 15D jelzésű autóbusz a Nissin Foods és Hetényegyháza között közlekedik. A viszonylatot a Kecskeméti Közlekedési Központ megrendelésére az Inter Tan-Ker Zrt. üzemelteti.

## Története
Közlekedése 2020. március 24. és 2020. április 19. között szünetelt.

## Útvonala
| Hetényegyháza felé | Knorr-Bremse felé |
| --- | --- |
| Nissin Foods vá. – Momofuku utca – Georg Knorr utca – Kiskunfélegyházai út – Mercedes út – Daimler I. kapu mh. – Mercedes út – Kiskunfélegyházai út – Szent László körút – Könyves Kálmán körút – Vízmű utca – Sutus sor – Kossuth Lajos utca – Miklós Gyula utca – Hetényegyháza vá. | Hetényegyháza vá. – Miklós Gyula utca – Kossuth Lajos utca – Sutus sor – Vízmű utca – Könyves Kálmán körút – Szent László körút – Kiskunfélegyházai út – Mercedes út – Daimler I. kapu mh. – Mercedes út – Kiskunfélegyházai út – Georg Knorr utca – Momofuku utca – Nissin Foods mh. – Momofuku utca – Georg Knorr utca – Knorr–Bremse vá. |

## Megállóhelyei
| 0  |    | Nissin Foods induló végállomás                            |    |                            |                                       |
| 1  | 0  | Knorr-Bremse vonalközi végállomás                         | 32 | 7, 7C, 13K Helyközi buszok |                                       |
| ∫  | ∫  | Nissin Foods                                              | 31 | 31                         | 7, 7C, 13K                            |
| 2  | 1  | AXON                                                      | 30 | 30                         | 7, 7C, 13K                            |
| 5  | 5  | Daimler I. kapu                                           | 27 | 27                         | 1D, 2D, 12D, 14D, 21D Helyközi buszok |
| 14 | 14 | TÜZÉP                                                     | ∫  | ∫                          | 1D, 6                                 |
| 15 | 15 | Könyves Kálmán körút 64. (↓) Könyves Kálmán körút 55. (↑) | 17 | 17                         | 1D, 6, 28 Helyközi buszok             |
| 18 | 18 | SOS Gyermekfalu                                           | 14 | 14                         | 11, 11A, 15, 19                       |
| 20 | 20 | Sutusfalu                                                 | 12 | 12                         | 15, 19, 29                            |
| 21 | 21 | Széles köz                                                | 11 | 11                         | 15, 19, 29                            |
| 22 | 22 | Miklóstelepi bejáró út                                    | 10 | 10                         | 15, 19, 29 S210 (Miklóstelep)         |
| 24 | 24 | Úrihegy                                                   | 8  | 8                          | 15, 29 S210 (Úrihegy)                 |
| 25 | 25 | Szigeti köz                                               | 7  | 7                          | 15, 29                                |
| 26 | 26 | Nagy tanya                                                | 6  | 6                          | 15, 29                                |
| 27 | 27 | Hetényegyháza, óvoda                                      | 4  | 4                          | 15, 29, 353 S210 (Hetényegyháza)      |
| 28 | 28 | Hetényegyháza, ABC                                        | 3  | 3                          | 15, 29, 353 Helyközi buszok           |
| 29 | 29 | Hetényegyháza, Fény utca                                  | 2  | 2                          | 15, 29                                |
| 30 | 30 | Hetényegyháza, Újtelep                                    | 1  | 1                          | 15, 29, 354 Helyközi buszok           |
| 31 | 31 | Hetényegyháza végállomás                                  | 0  | 0                          | 15, 29, 354                           |